# David E. Tanzi

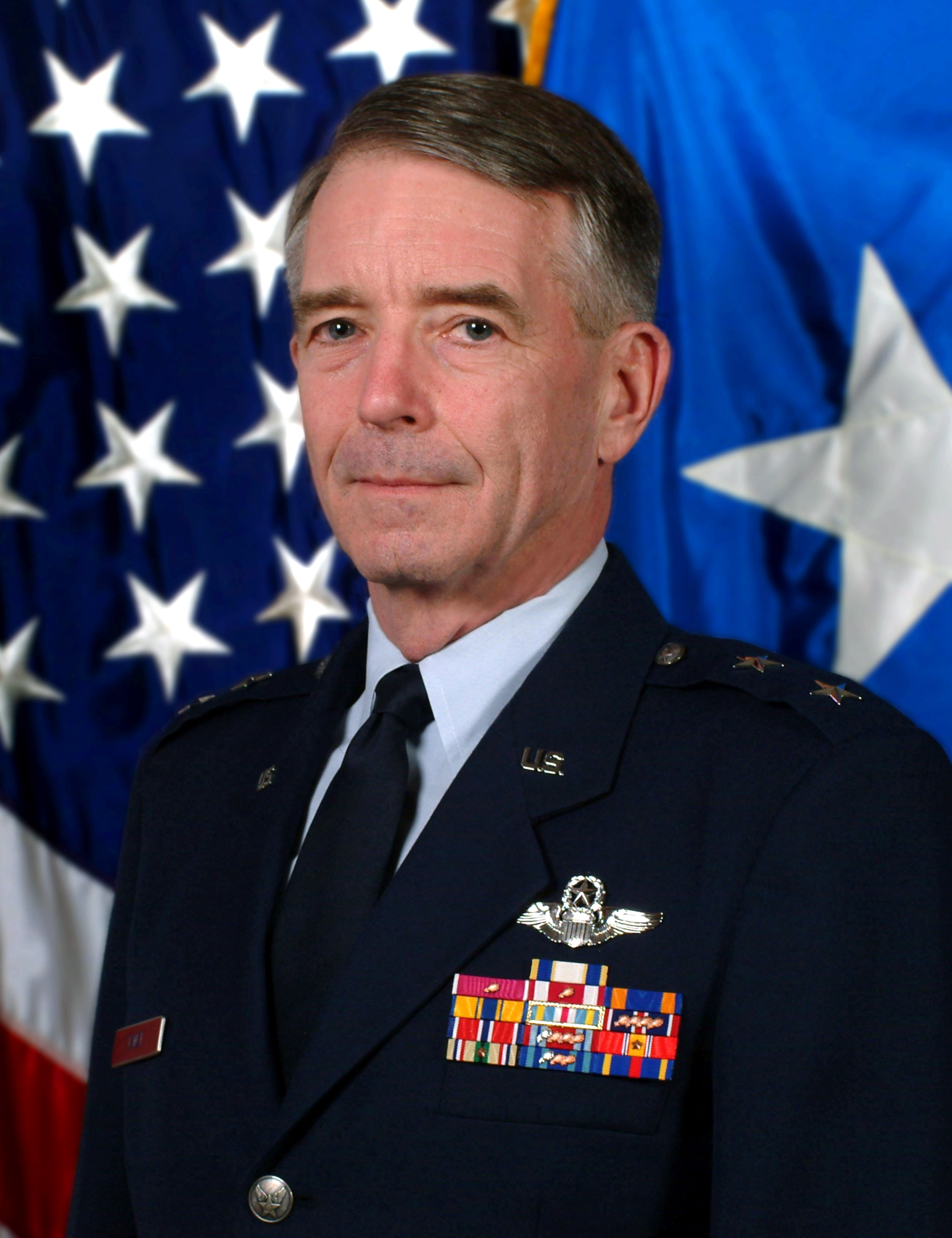
David E. Tanzi

David E. Tanzi (* um 1945 in Hanover, Grafton County, New Hampshire) ist ein pensionierter Generalmajor der United States Air Force. Er war unter anderem Kommandeur der 10. Luftflotte.
Über die Luftwaffe der Ohio National Guard kam er im Jahr 1968 zur regulären US Air Force. Nach einer Offiziersausbildung gelangte er im Februar 1969 in deren Offizierskorps. Dort durchlief er anschließend alle Offiziersränge vom Leutnant bis zum Zwei-Sterne-General.
Im Lauf seiner militärischen Karriere absolvierte er verschiedene Kurse und Schulungen. Dazu gehörten unter anderem eine Ausbildung zum Kampfpiloten und weitere Fortbildungskurse als Pilot neuer Flugzeugtypen; die Squadron Officer School auf der Maxwell Air Force Base in Alabama; das Air Command and Staff College und das Air War College, ebenfalls auf der Maxwell AFB, und der Capstone Course in Fort Lesley J. McNair in Washington, D.C. Außerdem erhielt er akademische Grade von der State University of New York at Cortland und der Ohio State University.
In seinen frühen Jahren als Offizier der Luftwaffe war er an verschiedenen Stützpunkten in den Vereinigten Staaten stationiert. Dabei war er zumeist als Pilot oder Flugausbilder bei Reserveeinheiten tätig. Dazwischen absolvierte er die erwähnten Schulungen. Zwischen November 1981 und Februar 1985 kommandierte er als Major und später als Oberstleutnant auf der Wright-Patterson Air Force Base in Ohio die 89. Kampfstaffel (89th Tactical Fighter Squadron). Anschließend leitete er auf der gleichen Basis bis zum Dezember 1985 die Stabsabteilung für Operationen der 906th Tactical Fighter Group.
Daran schloss sich eine Versetzung zur Barksdale Air Force Base in Louisiana an. Zwischen Dezember 1985 und Juli 1987 leitete er dort zunächst die Stabsabteilung für Operationen der 917th Tactical Fighter Group. Dann übernahm er das Kommando über diese Einheit. Anschließend erhielt er auf der Wright-Patterson AFB das Kommando über die 906th Fighter Group, das er bis zum Juli 1993 innehatte. Seine nächste Mission führte ihn auf die Hill Air Force Base in Utah. Zwischen Juli 1993 und Februar 1999 kommandierte er dort das 419. Kampfgeschwader (419th Fighter Wing), mit dem er zwischenzeitlich im Nahen Osten im Rahmen der Operation Provide Comfort II. im Norden des Iraks eingesetzt war. Dabei ging es um den Schutz kurdischer Flüchtlinge. In diesem Zusammenhang flog Tanzi selbst einige Einsätze.
Ab Februar 1999 bis zum März 2002 leitete David Tanzi auf der Robins Air Force Base in Georgia die Stabsabteilung für Planungen des Air Force Reserve Commands. Am 4. März 2002 übernahm er auf der Naval Air Station Joint Reserve Base Fort Worth in Texas, der vormaligen Carswell Air Force Base, als Nachfolger von John A. Bradley das Kommando über die 10. Luftflotte. Dieses Amt bekleidete er bis zum 20. Januar 2005, als er von Allan R. Poulin abgelöst wurde. Danach kehrte er auf die Robins AFB zurück, wo er stellvertretender Kommandeur des Air Force Reserve Commands wurde. Diesen Posten bekleidete er für einige Monate bis zu seiner noch im Jahr 2005 erfolgten Pensionierung.
Während seiner aktiven Zeit als Militärpilot absolvierte er über 4500 Flugstunden auf verschiedenen Flugzeugtypen.

## Daten der Beförderungen
| Abzeichen | Rang               | Jahr             |
| --------- | ------------------ | ---------------- |
|           | Second Lieutenant  | 13. Februar 1969 |
|           | First Lieutenant   | 23. Juni 1971    |
|           | Captain            | 9. August 1974   |
|           | Major              | 7. Juni 1979     |
|           | Lieutenant Colonel | 4. Oktober 1984  |
|           | Colonel            | 1. Juli 1988     |
|           | Brigadier General  | 29. Februar 1996 |
|           | Major General      | 29. Februar 2000 |

## Orden und Auszeichnungen
David Tanzi erhielt im Lauf seiner militärischen Laufbahn unter anderem folgende Auszeichnungen:
- Air Force Distinguished Service Medal
- Legion of Merit
- Air Medal
- Meritorious Service Medal
- Air Force Commendation Medal
- Air Force Outstanding Unit Award
- Combat Readiness Medal
- National Defense Service Medal
- Southwest Asia Service Medal